# Anahí (Legende)
Die Legende von Anahí ist eine mündlich überlieferte Sage der Guaraní, einem Volk von Ureinwohnern, die im Nordosten Argentiniens aber auch in Paraguay, Bolivien, Südbrasilien und Uruguay ihr Siedlungsgebiet haben bzw. hatten. Die Sage soll die Entstehung der auffälligen Blütenpracht des Korallenstrauchs erklären.
Anahí war danach die einzige Tochter eines Häuptlings der Guaraní. Ihr Stamm soll am Fluss Paraná gesiedelt haben. Ihr Vater wurde von den Spaniern bei einem Kampf ermordet. Und da sie die einzige Tochter war, führte sie ihr Volk im Kampf gegen die Invasoren.
Anahí fügte den Spaniern einige bittere Niederlagen zu. Deshalb beschlossen die Spanier sie zu entführen. Nach einem Fluchtversuch und der Tötung eines Wächters glaubten die Spanier, sie sei eine Hexe, denn sie trauten der zierlichen Frau nicht zu, dass sie den Wachmann eigenhändig ermorden konnte. Und so wurde sie zum Tod durch Verbrennen verurteilt.
Sie wurde an einen Baum gebunden und bei lebendigem Leibe verbrannt. Kaum entflammte das Feuer, passierte etwas Unglaubliches: Die Zuschauer liefen vor Schrecken davon, als der Baum sich in einer Weise zu schütteln begann, wie sie dies nie zuvor gesehen hatten.
Am folgenden Morgen fand man keine Spuren des Feuers, jedoch stand am selben Ort ein großer, auffallend schöner Baum mit purpurroten Blüten.
Dieser Baum war der Legende nach der Korallenstrauch (Erythrina crista-galli, spanisch: ceibo), ein subtropischer Hülsenfrüchtler, der in Argentinien, Brasilien, Paraguay und Uruguay heimisch ist. Seine Blüten gelten als Symbol für Mut und Kraft, und er ist per Dekret vom 2. Dezember 1942 Nationalpflanze Argentiniens.